# Бодянський Осип Максимович
Йо́сип (О́сип) Макси́мович Бодя́нський  (псевд. О. Бода-Варвинець, Ісько Материнка, І.Мастак та ін.) (31 жовтня (12 листопада) 1808, за іншими даними — 3(15) листопада 1808, Варва, Лохвицький повіт, Полтавська губернія, Російська імперія (нині Чернігівська область, Україна) — 6 (18) вересня 1877, Москва, Російська імперія) — український філолог-славіст, історик, фольклорист, перекладач, видавець, письменник, член-кореспондент Петербурзької Академії наук (1854).

## Біографія
Йосип Бодянський народився 31 жовтня (12 листопада) 1808 року (за іншими даними — 3 (15) листопада) у селі Варва Лохвицького повіту Полтавської губернії. У 1825–1831 роках навчався у Переяславській духовній семінарії, 1834 року — в Московському університеті. Після закінчення навчання перебував у науковому відрядженні в західних країнах протягом 1837–1842 років. 1842 року Бодянський став професором кафедри слов'янської літератури. 1845 року обраний секретарем Московського товариства історії та старожитностей російських, де редагував (1846–1848; 1858–1877) періодичні видання «Чтения Московского общества истории и древностей российских». Бодянський належав до ліберального крила слов'янофілів. Був у близьких взаєминах із багатьма видатними діячами науки й культури.

## Творча діяльність
Автор численних наукових праць з історії, літератури, фольклору, мовознавства слов'янських країн. Увів до наукового обігу пам'ятку Пересопницьке Євангеліє.
Цінні історичні розвідки Бодянського «Про погляди відносно походження Русі» (1835), «Про час виникнення слов'янських письмен» (1845) та ін. Перша літературна критична праця присвячена творчості Г. Квітки-Основ'яненка (1834). В «Розгляді різних думок про стародавню мову північних і південних русів» (1835) відстоював самобутність української мови.
Окремим виданням опублікована магістерська дисертація «Про народну поезію слов'янських племен» (1837). Переклав російською мовою окремі праці Павла Шафарика, українського історика Дениса Зубрицького. Серед поетичних творів відомі «Наські українські казки» (1835) і поезії 1843–1844 років. У «Чтениях» вміщував матеріали з історії України і Росії, народні пісні. За його редакцією видано «Літопис Самовидця». Бодянський був ініціатором видання «Пісні Угорської і Галицької Русі» Я. Головацького, а також «Історія Русів».
1847 року в «Чтениях в Императорском Обществе» оприлюднив латинський текст конституції Пилипа Орлика. Він спирався на копію, яка зберігалася в паперах генерального хорунжого Миколи Ханенка.
У працях «Розгляд різних поглядів про давню мову північних і південних русів» (1835, російською мовою), «Г.[осподину] возводителю к общеславянскому коренному звуку» (1843), літературно-критичній розвідці про твори Григорія Квітки-Основ'яненка (1834) Бодянський обґрунтував давність і самобутність української мови, досліджував її історію, фонетику, граматику, стилістику, обстоював фонетичний принцип українського правопису, нормалізацію української літературної мови на основі полтавського діалекту, відзначав милозвучність української мови.
Започаткував порівняльне вивчення української та інших слов'янських мов. Автор праць з історії слов'янських мов: «Про народну поезію слов'янських племен» (1837), «Про час виникнення слов'янських письмен» (1895). Переклав російською мовою ряд праць П. Шафарика та інших слов'янських учених. Зібрані Бодянським українські народні пісні опубліковані 1978 року в книзі «Українські народні пісні в записах Осипа та Федора Бодянських».
Архів Бодянського зберігається в Інституті літератури імені Тараса Шевченка Національної академії наук України, а також у сховищах Москви та Санкт-Петербурга.

## Стосунки з Тарасом Шевченком
З Тарасом Шевченком познайомився в лютому 1844 року, хоча один про одного вони знали й раніше. Потім вони зустрічалися у 1844, 1845, 1858 та 1859 роках, листувалися (збереглося два листи Бодянського і шість листів Шевченка). Протягом життя Бодянський пропагував твори Шевченка серед слов'ян, 1844-го надіслав до Чехії В. Ганці, П. Й. Шафарикові та Національному музею «Тризну» поему «Гамалія», «Чигиринський Кобзар» і «Гайдамаки», до Хорватії — «Тризну» і «Гамалію» С. Вразу.
Задумавши серію офортів «Живописна Україна», Тарас Шевченко в пошуках історичних сюжетів мав намір звернутися до Петра Буткова. Про це він написав у листі до О. Бодянського 29 червня 1844 року.
Обговорював із Шевченком заплановане видання «Живописной Украины», зацікавив Шевченка історією чехів та Шафариком, якому український поет присвятив поему «Єретик». Видаючи 1843 року перекладену російською мовою працю Шафарика «Слов'янське народописання», до перелічених чеським ученим прізвищ українських письменників Бодянський додав ім'я Шевченка. Бодянський підтримував поета в роки заслання, надсилав йому листи, книжки; Шевченко відіслав Бодянському з Новопетровського укріплення автопортрет (не зберігся), вірш «Як маю я журитися». Плануючи видання всеслов'янського альманаху, Бодянський переписав для нього 15 творів Шевченка. 9 травня 1861 року Бодянський був серед тих, хто прощався з Шевченком у церкві Тихона-чудотворця в Москві.

## Твори
- Наські українські казки. М., 1835.
- О народной поэзіи славянскихъ племенъ. М., 1837.(рос. дореф.)
- Реестра всего войска Запорожскаго 1649 года. М., 1875.(рос. дореф.)
- Наські українські казки… Львів, 1903 [з передмовою І. Франка].
- Осип Бодянський. Орел і Черепаха (аудіо)

## Вшанування

Центр Варви. Пам'ятник Бодянському, що тут народився

- У селищі Варва, де Бодянський народився, йому встановлено пам'ятник.

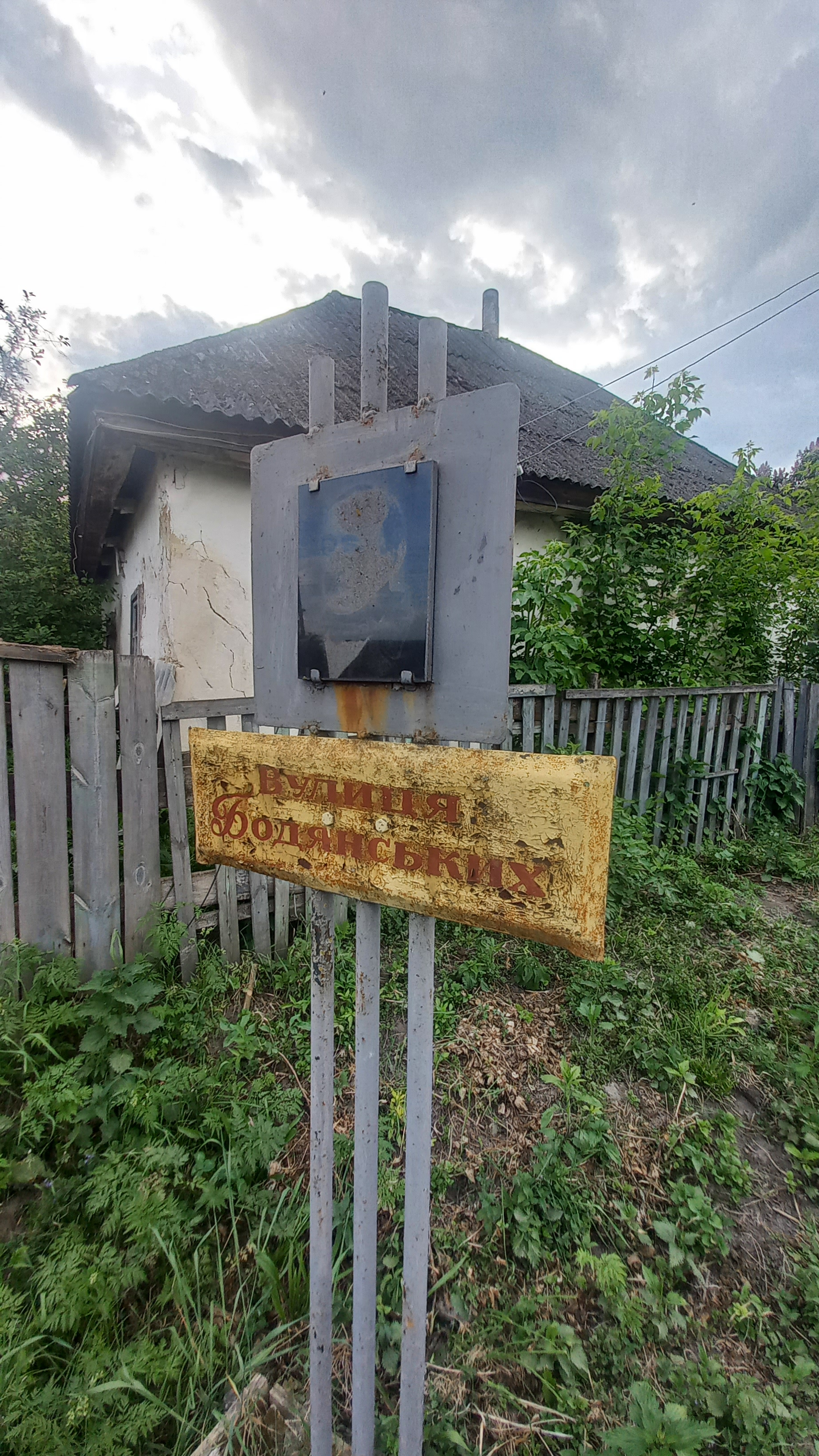
Будинок, де народився та мешкав О.М. Бодянський (1808-1877рр.)

- Будинок, де народився та мешкав О.М. Бодянський (1808-1877рр.)12 листопада 2018 року на державному рівні в Україні відзначали пам'ятну дату — 210 років з дня народження Бодянського (1808—1877), філолога, історика, фольклориста, перекладача, видавця[9]..